# Религиоведение (журнал)
Религиове́дение — российский научно-теоретический журнал, посвящённый вопросам изучения религии.
Решением ВАК РФ в 2003 году журнал включён в перечень ведущих рецензируемых научных журналов и изданий, выпускаемых в России, в которых должны быть опубликованы основные научные результаты по темам диссертаций на соискание ученой степени доктора и кандидата наук. В 2012 году был включён в новый перечень ВАК РФ. Кроме того, индексируется в наукометрических базах РИНЦ и Scopus. Зарегистрирован как СМИ 14 мая 2001 года (свидетельство № 77 - 7973).

## Тематика
В журнале публикуются статьи по истории религий (в том числе в России), религиозной философии, философии религии, социологии религии, психологии религии, религии и культуре, а также переводы работ зарубежных учёных, программы общих и специальных курсов и новости в мире науки.

## Учредители и издатели
Журнал был учреждён в 2001 году; издаётся Амурским государственным университетом (Благовещенск) при участии философского факультета МГУ имени М. В. Ломоносова и философского факультета СПбГУ, а также Объединения исследователей религии (Москва).

## Редакция

### Редакционная коллегия
Главный редактор 
- А. П. Забияко[3]

Ответственный секретарь
- Е. С. Элбакян[3]

Действующие члены
- И. Л. Алексеев, П. В. Башарин, И. П. Давыдов (ведущий рубрики «Религия и право»), П. К. Дашковский, Ю. А. Кимелев, Н. Л. Мусхелишвили, Е. В. Орёл, Е. В. Рязанова, Н. Н. Трубникова, С. В. Филонов, М. М. Шахнович, Н. В. Шабуров, И. Н. Яблоков

Бывшие члены
- И. Я. Кантеров
- А. Н. Красников (главный редактор)[3]
- Н. В. Кухаренко
- С. А. Мозговой
- К. И. Никонов
- Е. А. Торчинов

### Международный совет
- А. П. Деревянко, П. Годелье, Т. Йенсен, Т. Бубих, Ван Юйлан, Шафик Н. Вирани, А. Лаврилье, Г. Лаказ, Т. Муш, К. Рунге и Г. Хоффман.

## Отзывы
Религиовед М. Г. Писманик отмечает, что 
Своеобразным символом окончательного выхода нашей науки из затянувшегося кризиса явился налаженный с  2001 г. периодический выход научно-теоретического журнала «Религиоведение». Опираясь на солидно оснащённую академическую платформу, журнал активно стимулирует отечественных исследователей к разработке особенно актуальных проблем познания религии.